# Atopsyche onorei
Atopsyche onorei är en nattsländeart som beskrevs av Sykora 2000. Atopsyche onorei ingår i släktet Atopsyche och familjen Hydrobiosidae. Inga underarter finns listade i Catalogue of Life.